# Aure
Aure é uma comuna da Noruega, com 652 km² de área e 3.676 habitantes (censo de 2004).
Em 1 de janeiro de 2006, a antiga comuna de Tustna foi incorporada à comuna de Aure.